# Liste der Biografien/Simc
Liste der Biografien |
Portal Biografien |
Personensuche
# |
A |
B |
C |
D |
E |
F |
G |
H |
I |
J |
K |
L |
M |
N |
O |
P |
Q |
R |
S |
T |
U |
V |
W |
X |
Y |
Z |
?
 
Sa |
Sb |
Sc |
Sd |
Se |
Sf |
Sg |
Sh |
Si |
Sj |
Sk |
Sl |
Sm |
Sn |
So |
Sp |
Sq |
Sr |
Ss |
St |
Su |
Sv |
Sw |
Sy |
Sz
 
Sia |
Sib |
Sic |
Sid |
Sie |
Sif |
Sig |
Sih |
Sii |
Sij |
Sik |
Sil |
Sim |
Sin |
Sio |
Sip |
Siq |
Sir |
Sis |
Sit |
Siu |
Siv |
Siw |
Six |
Siy |
Siz
 
Sima |
Simb |
Simc |
Sime |
Simg |
Simh |
Simi |
Simj |
Simk |
Siml |
Simm |
Simn |
Simo |
Simp |
Simr |
Sims |
Simt |
Simu |
Simw |
Simz
Die Liste der Biografien führt alle Personen auf, die in der deutschsprachigen Wikipedia einen Artikel haben. Dieses ist eine Teilliste mit 11 Einträgen von Personen, deren Namen mit den Buchstaben „Simc“ beginnt.

## Simc

### Simca
- Simčáková, Zora (* 1963), tschechoslowakische Skilangläuferin

### Simch
- Simchen, Elfie (* 1967), deutsche Freestyle-Skierin
- Simchon, Schalom (* 1956), israelischer Politiker und ehemaliger Minister
- Simchowitz, Hermann (* 1900), deutscher Mediziner
- Simchowitz, Sascha (1864–1930), Arzt, Dramaturg, Schriftsteller und Theaterwissenschaftler

### Simci
- Simčič, Zorko (* 1921), slowenischer Schriftsteller, Dramatiker, Dichter, Essayist und Publizist

### Simco
- Simcock, Gwilym (* 1981), britischer Jazzmusiker
- Simcock, Susie (1938–2020), neuseeländische Squashfunktionärin
- Simcoe, Anthony (* 1969), australischer SchauspielerAnthony Simcoe (* 1969)

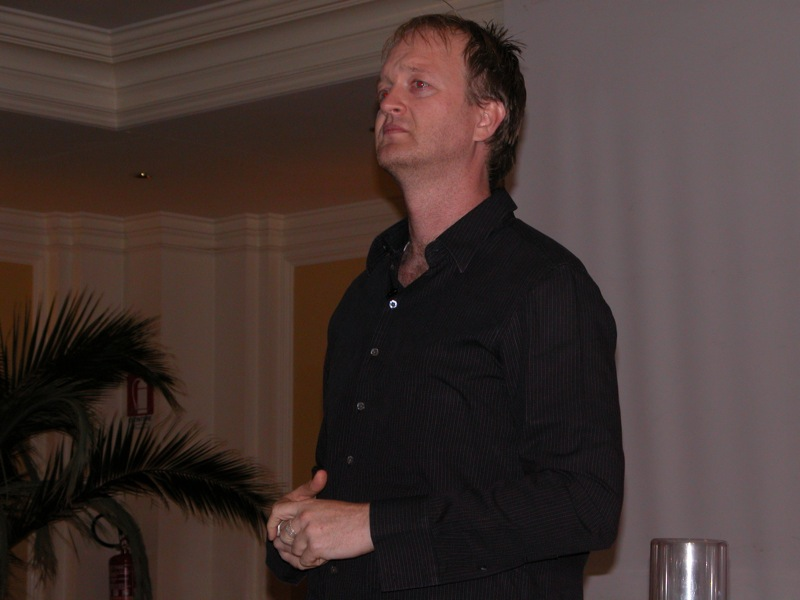
Anthony Simcoe (* 1969)

- Simcoe, Elizabeth († 1850), Ehefrau von John Graves Simcoe, dem ersten Vizegouverneur von Oberkanada
- Simcoe, John Graves (1752–1806), britischer Offizier und Vizegouverneur von Upper Canada